# Nowosiółki (Poméranie)
Pour les articles homonymes, voir Nowosiółki.
Nowosiółki est un village de Pologne, situé dans le gmina de Człuchów, dans le Powiat de Człuchów, dans la Voïvodie de Poméranie. Il est situé à 6 kilomètres au nord-ouest de Człuchów et à 115 kilomètres au sud-ouest de la capitale régionale Gdańsk.